# Tor sinensis
Tor sinensis är en fiskart som beskrevs av Wu, 1977. Tor sinensis ingår i släktet Tor och familjen karpfiskar. IUCN kategoriserar arten globalt som otillräckligt studerad. Inga underarter finns listade i Catalogue of Life.